# Hualong Shuiku
Hualong Shuiku (kinesiska: 化龙水库) är en reservoar i Kina. Den ligger i storstadsområdet Chongqing, i den sydvästra delen av landet, omkring 82 kilometer väster om det centrala stadsdistriktet Yuzhong. Hualong Shuiku ligger 407 meter över havet. Arean är 0,80 kvadratkilometer. Omgivningarna runt Hualong Shuiku är en mosaik av jordbruksmark och naturlig växtlighet. Den sträcker sig 1,7 kilometer i nord-sydlig riktning, och 2,0 kilometer i öst-västlig riktning.
Genomsnittlig årsnederbörd är 1 416 millimeter. Den regnigaste månaden är september, med i genomsnitt 262 mm nederbörd, och den torraste är december, med 15 mm nederbörd.